# Prefijo numeral
Un prefijo numeral o prefijo de número es un prefijo derivado de un número.  En español, inglés y otros idiomas europeos, se usan para acuñar numerosas series de palabras, como uniciclo o monociclo, bicicleta, triciclo, díada, tríada, década, bípedo, cuadrúpedo, septiembre, octubre, noviembre, diciembre, decimal, hexadecimal, sexagenario, octogenario, ciempiés, milpiés, etc. 
Existen dos sistemas principales, tomados del latín y el griego, cada uno con varios subsistemas; además, el sánscrito ocupa una posición marginal. También hay un conjunto internacional de prefijos métricos, que se utilizan en el sistema métrico y que, en su mayoría, están distorsionados a partir de formularios o no se basan en palabras numéricas reales.